# Круті кекси
«Круті кекси» (англ. High School, досл. «Старша школа») — кінофільм режисера Джона Сталберга, що вийшов на екрани в 2010 році.

## Зміст
Наступного дня після того як студент-випускник Генрі Берк вперше наважується спробувати марихуану, його директор вводить жорсткі правила щодо наркотиків та у зв'язку з цим призначає обов'язковий тест для всіх учнів. У Генрі є два варіанти: провалити цей тест і втратити стипендію, або об'єднатися зі своїм другом-укурком і знайти вихід з положення. У підсумку вони крадуть марихуану у студента юридичного факультету, що став наркодилером, та підмішують її в шоколадні тістечка, які продають на розпродажі випічки в їх університеті.

## Ролі
| Актор              | Роль |
| ------------------ | ---- |
| Едрієн Броуді      | -    |
| Шон Маркетт        | -    |
| Метт Буш           | -    |
| Колін Хенкс        | -    |
| Адхір Кальян       | -    |
| Майкл Чикліс       | -    |
| Майкелті Вільямсон | -    |
| Луїс Чавез         | -    |
| Макс Ван Вілле     | -    |
| Бретт Келлі        | -    |
| Ваятт Расселл      | -    |

## Знімальна група
- Режисер — Джон Сталберг
- Сценарист — Ерік Лінхорст, Джон Сталберг, Стівен Саско
- Продюсер — Аркадій Голубович, Реймонд Дж. Маркович, Воррен Зайд
- Композитор — Ньютон Бразерс